# Tavernola Bergamasca
Tavernola Bergamasca [taˈvɛrnola beɾɡaˈmaska] (Taèrnola [taˈɛɾnola] in dialetto bergamasco) è un comune italiano di 1 918 abitanti della provincia di Bergamo in Lombardia.
Situato sulla sponda occidentale del Lago d'Iseo, dista circa 38 chilometri a est dal capoluogo orobico.

## Geografia fisica
Il comune di Tavernola Bergamasca si affaccia sul lago d'Iseo e, grazie al suo influsso termoregolatore, gode di un clima mite: fresco in estate e temperato in inverno. Si trova di fronte a Monte Isola, si possono vedere il santuario della Ceriola e il Monte Guglielmo.

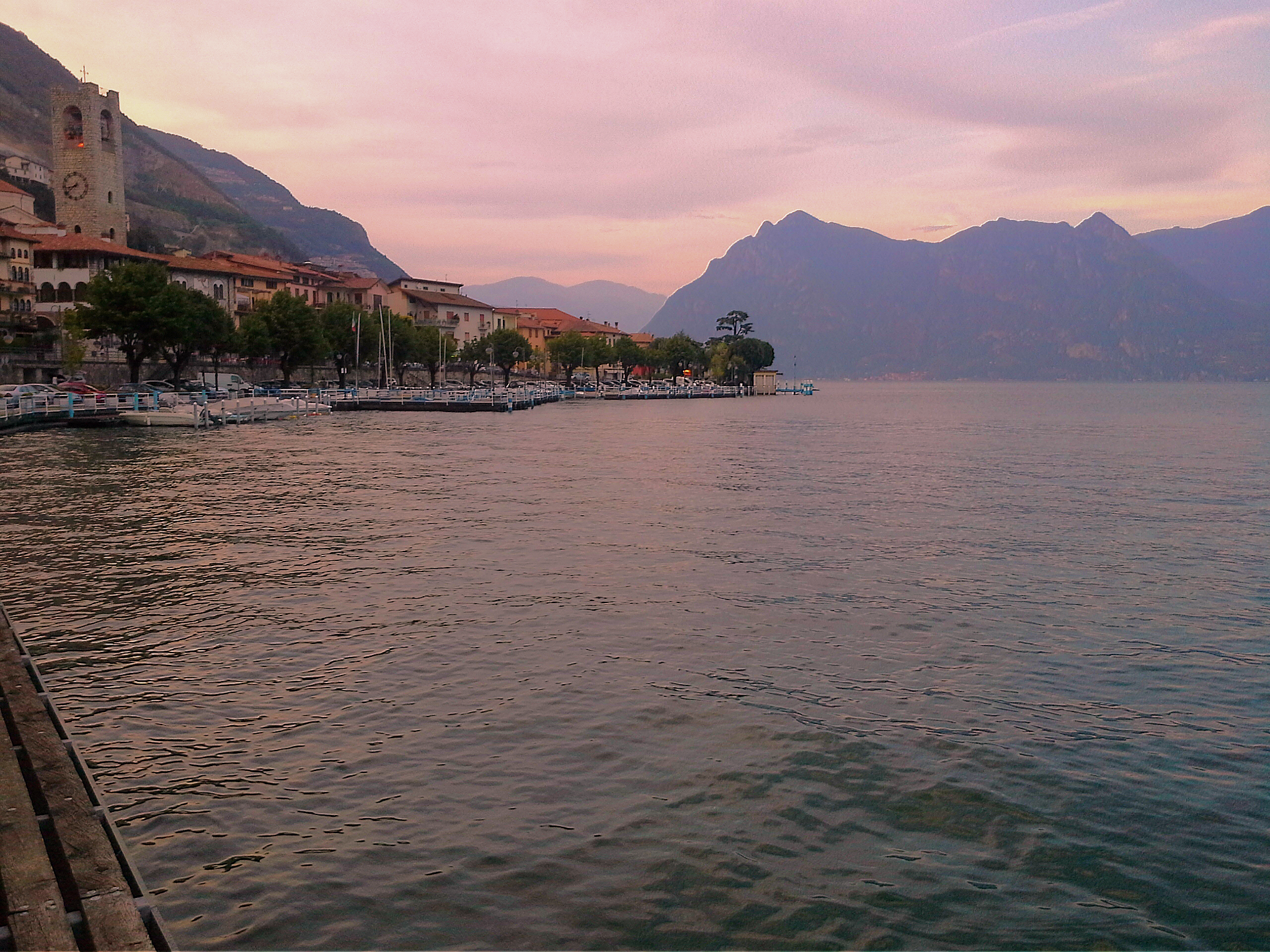
Tavernola Bergamasca al tramonto.

Verso nord il lago si fa più cupo e stretto ai piedi del Corno Trentapassi ma non nasconde la vista di Lovere al suo estremo
settentrionale. Verso sud il Corno di Predore è attraversato da una galleria che collega Tavernola a Predore.
Tavernola Bergamasca è urbanisticamente e paesaggisticamente consultabile attraverso lo stradario fotografico immersivo.
Il territorio dal lago ci si inerpica immediatamente sulle colline e poi sulle montagne per questo presenta pochi spazi per le nuove edificazioni.
Il centro urbano è attraversato dal torrente Rino che lo separa dalle località di Tavernola, Bianica, Campodosso e Gallinarga da una parte e Cambianica dall'altra.

## Origini del nome
Il toponimo riporterebbe a quello che doveva essere un piccolo posto di ristoro per i viaggiatori detto tabernula. Le piccole imbarcazioni che navigavano sul lago dovevano fermarsi a causa delle tempeste e delle burrasche. Le vie di collegamento romane, non si trovavano lungo la sponda del lago ma sulla costa della collina, furono i Romani a occupare per primi la zona del Sebino. L'antica strada collegava infatti Tavernola con Sarnega, Praetorium o luogo del presidio, e accampamento. Sulla riva del lago d'Iseo iniziarono quindi a formarsi lentamente locande di accoglienza dei viaggiatori, che divennero comunità e poi il paese di Tavernola.
(Angelo Pinetti 1922)

## Storia
I primi a civilizzare la zona del Sebino furono i Romani, quando la zona doveva essere ancora molto selvaggia, questi costruirono la strada che collegava i vari paesi sparsi lungo la costa del lago e sulle colline. Il territorio fu cristianizzato nel IV secolo d.C., periodo in cui gli antichi fani furono distrutti o trasformati in pievi formando le prime comunità cristiane. 
Alcune testimonianze storiche rinvenute sul territorio, precisamente una serie di sepolture, risalgono all'epoca longobarda, sono databili attorno al VI secolo.
Nei secoli seguenti il borgo acquisì una sempre maggiore importanza, dovuta alla sua posizione litoranea che permetteva lo sviluppo dei commerci. In epoca medievale la zona fu quindi interessata da un notevole sviluppo, che implicò conseguentemente la costruzione di torri e fortificazioni a scopo difensivo, attorno alle quali si sviluppò il paese. La prima citazione in atti pubblici risale al 1047. Visibile è la Torre Fenaroli, ora torre civica il cui concerto campanario è in uso alla chiesa parrocchiale.
La famiglia predominante agli inizi dell'XI secolo era quella dei Fenaroli di fazione guelfa, che approfittò della scarsa influenza esercitata dal vescovo di Bergamo, feudatario della zona dopo l'investitura ricevuta dagli imperatori del Sacro Romano Impero. Un documento del 1391 decretò l'unione di Cambianica e Bianica a Tavernola da parte del comune di Bergamo, questo confermerebbe il numero maggiore di abitanti di Tavernola rispetto alle altre lopcalità, mentre nel 1395 un documento autorizzò l'autonomia a Vigolo e Parzanica.
Nel 1428 il paese passò sotto la Repubblica Veneta e il doge Francesco Foscari con un documento concesse ai tre poveri paesei di Tavernola, Vigolo e Parzanica il privilegio all'esenzione delle tasse daziali. Fu proprio in questo secolo che il borgo si sviluppò grazie alla nuova politica che diede impulso ai traffici con le altre zone lacustri. Il paese fino al XVIII secolo era raggiungibile solo via lago, la strada che collegava con la terraferma fu infatti realizzata tra il 1832 e il 1848.

### Avvallamento
Il paese si sviluppava dalla costa con le abitazioni dei pescatori, il Pio Ricovero Cacciamatta, che ospitava piccole orfani, e antiche case della famiglia Fenaroli, fino alla chiesa di San Pietro. Proprio la parte costruita sulla sponda del lago subì nel 1906 un grave disastro alluvionale. I primi segnali si ebbero la mattina del 3 marzo 1906 quando, dopo una notte disturbata da rumori e dal ribollire delle acque del lago, cadde il loggiato della villa Grasselli signori di Cremona e realizzato da Carlo Donegani. Non tutti gli abitanti percepirono il pericolo che stava correndo il territorio, e pensando che la situazione si fosse ormai stabilizzata, restarono nelle proprie case, ma il giorno successivo i crolli furono maggiori e parte delle abitazioni sprofondarono nelle acque del lago. Complessivamente furono inghiottiti dalle acque una grande villa, una torre medioevale, un setificio e parecchie case, piazzette ed orti. Solo una vittima fu registrata: Pietro Zenni che non aveva voluto abbandonare la sua abitazione, mentre il figlio fu salvato dalle acque del lago dai soccorritori.

L'evento fu raccontato dalla stampa locale e nazionale: 
(17 marzo 1906 L'Illustrazione Popolare Giornale per Famiglie, Fratelli Treves Editori di Milano)
 
e ancora: 
(5 marzo 1906 L'Illustrazione Popolare Giornale per Famiglie, Fratelli Treves Editori di Milano)
Verrà poi indicato con il termine tecnico di avvallamento.
L'evento fu studiato anche a livello scientifico perché particolarmente intenso, con uno studio del territorio atto a comprenderne le cause 
Dopo un parziale declino, negli ultimi decenni il paese ha cominciato a rinverdire i propri fasti grazie all'industria turistica, che può contare su attività commerciali volte alla valorizzazione del territorio.
Questo non fu però un evento unico, nel 1993 si ripeté ma in misura minore. Nel 1888 fu il paese di Castro interessato all'evento e Lovere nel 1909.

### Simboli
Lo stemma e il gonfalone del comune sono stati concessi con decreto del presidente della Repubblica il 23 ottobre 1997.
(D.P.R. 23 ottobre 1997)
Il gonfalone è un drappo partito di giallo e di verde.

## Monumenti e luoghi d'interesse

### Architetture religiose

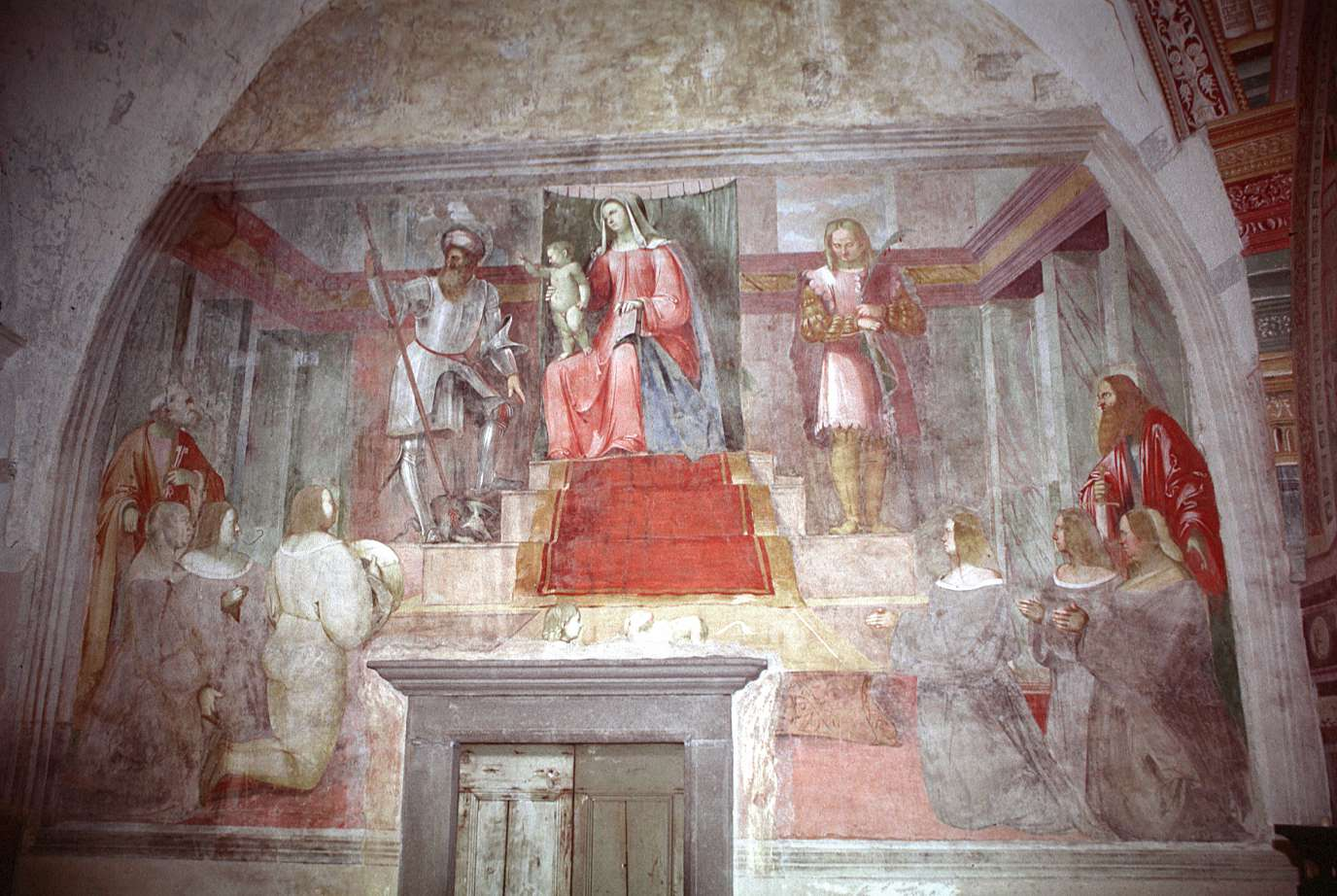
Madonna in trono col Bambino, Romanino

- Chiesa romanica di San Pietro, risalente al XIII secolo. Al proprio interno si conservano affreschi del Romanino, tra cui La Madonna in trono col Bambino e santi, posta su una delle pareti del presbiterio. Ai lati della Vergine sono riconoscibili le figure di san Giorgio e san Maurizio martire, mentre più in basso i santi Pietro e Paolo presentano i fedeli committenti dell'opera.
- "San Michelone" in Cambianica, piccola chiesa sconsacrata romanica con l'architettura di ispirazione carolingia-ottomana che mantiene affreschi del 1364, tra i quali il Cristo Pantocratore, poi sconsacrata. Sostituita nel Settecento con la chiesa di San Michele Arcangelo.[15]
- Chiesa parrocchiale è intitolata a santa Maria Maddalena, secondo la tradizione cattolica, protettrice del paese, edificata nel XX secolo. Tra le opere custodite al suo interno intarsi dello scultore Giovanni Sanzi, l'altare marmoreo dedicato alla Vergine del Rosario, di scuola fantoniana e la tela raffigurante la Comunione di Santa Maria Maddalena opera di Vincenzo Angelo Orelli. L'antica torre Fenaroli è divenuto il campanile provvisto di concerto campanario in Do3 della fonderia Crespi, fuso nel 1953; la campana maggiore venne rifusa a seguito di una crepa nel 1957 da Angelo Ottolina. La chiesa è sede dell'omonima parrocchia afferente al vicariato di Predore, diocesi di Bergamo.
- Santuario della Madonna di Cortinica. La principale festività religiosa annuale è dedicata alla Madonna di Cortinica, festeggiata il 2 luglio. Il santuario a essa dedicato sorge su una collina che sovrasta il paese ed è risalente al XVII secolo. L'interno conserva l'affresco della Madonna con il Bambino e i santi Stefano e Antonio abate del XV secolo inserito in un'ancona lignea opera dello scultore bresciano Gaspare Bianchi.

- Chiesa di San Bernardo edificata nel 1472 grazie ad un lascito testamentario. Sulla parete laterale mantiene un affresco Quattrocentesco con la particolarità di raffigurare san Simonino oltre alla Madonna col Bambino, san Bernardo e san Defendente.[16]
- Chiesa di San Giorgio posta nella località Gallinarga, nome a cui è associata. L'edificio fu citato nel 1128 in una bolla pontificia.

### Architetture civili e altri monumenti
Tra gli edifici civili di pregio vi è villa Fenaroli che, risalente al XVI secolo, possiede un ampio parco botanico dotato di alcune specie rare.
Sul lungolago, nel parco vicino alla biblioteca comunale, è visibile la scultura "Monumento al Fante", dell'artista Guido Di Fidio.

## Società

### Evoluzione demografica
Abitanti censiti

## Cultura

### Cucina
- La torta di Tavernola, è la Turta de marene , composta da pastafrolla con un cuore di amarena;[18]
- Le Sfongade, focacce dolci, con una particolare colorazione gialla della pasta;
- Le sardine di lago. Tradizionalmente le sardine (che in realtà sono agoni) vengono pulite e fatte essiccare al sole, per essere degustate alla griglia con prezzemolo e pane grattugiato.

### Turismo
- La sagra della sardina. Si svolge all'inizio della stagione estiva presso la località Gallinarga, lungo la strada statale 469 Sebino occidentale, dove è possibile degustare i piatti tipici locali.
- Il Naét d'or. Popolare manifestazione lacustre, è il campionato delle imbarcazioni tipiche del lago d'Iseo, "i Naèc". Giovani leve e vecchi maestri dei paesi rivieraschi si sfidano a colpi di remo alimentando, anno dopo anno, questa tradizione e mettendo a confronto forza ed esperienza.
- Il circolo velico. Per la favorevole collocazione geografica, Tavernola è tra le località Sebine più indicate per lo sport della vela. Lungo la sponda del lago è possibile usufruire del noleggio delle imbarcazioni a vela presso il circolo velico. Bellissima è l'opportunità di navigare grazie alla sola forza del vento sulle acque sebine.

## Geografia antropica

### Località
Di seguito l'elenco completo delle località:
- Tavernola
- Cambianica
- Bianica
- Campodosso
- Gallinarga

## Amministrazione

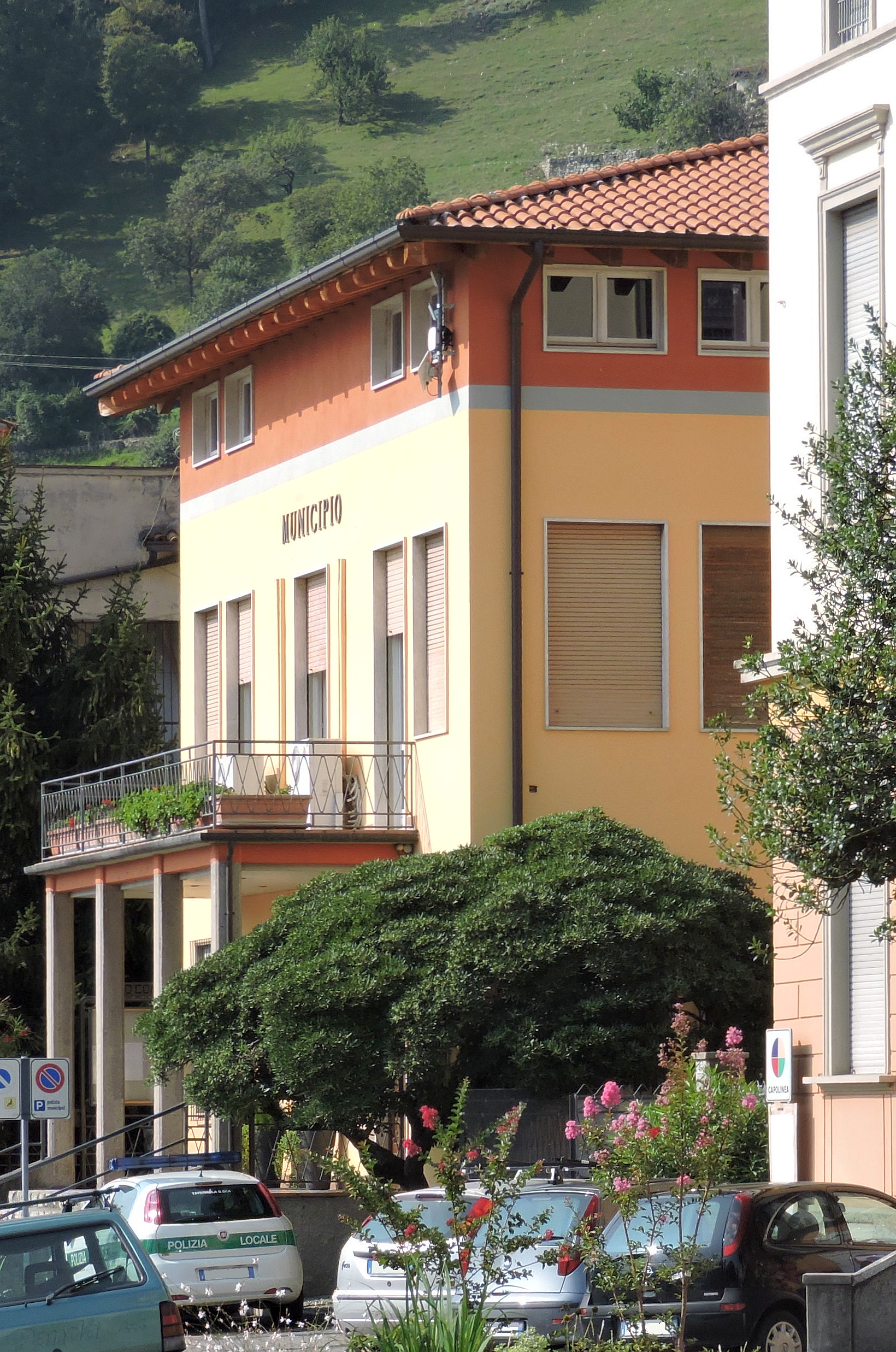
Il municipio

| Periodo        | Periodo         | Primo cittadino       | Partito                              | Carica  | Note |
| -------------- | --------------- | --------------------- | ------------------------------------ | ------- | ---- |
| 14 giugno 2004 | 7 giugno 2009   | Leandro Soggetti      | Lista civica - Impegno civico        | Sindaco |      |
| 8 giugno 2009  | 25 maggio 2014  | Massimo Zanni         | Lista civica - Progetto Tavernola    | Sindaco |      |
| 26 maggio 2014 | 25 maggio 2019  | Filippo Colosio       | Lista civica - Insieme per Tavernola | Sindaco |      |
| 25 maggio 2019 | 9 giugno [2024] | Ioris Danilo Pezzotti | Lista civica - Tavernola al Futuro   | Sindaco |      |
| 10 giugno 2024 | in carica       | Roberto Martinelli    | Lista civica - Tavernola al Centro   | Sindaco |      |